# Diphyus ochromelas
Diphyus ochromelas là một loài tò vò trong họ Ichneumonidae.